# Neoneura denticulata
Neoneura denticulata är en trollsländeart som beskrevs av Williamson 1917. Neoneura denticulata ingår i släktet Neoneura och familjen Protoneuridae. Inga underarter finns listade i Catalogue of Life.